# Monotoma brevicollis
Monotoma brevicollis – gatunek chrząszcza z rodziny obumierkowatych.
Gatunek ten został opisany w 1837 roku przez Charlesa Nicholasa Aubé.
Chrząszcz o ciele długości od 2 do 2,3 mm, ubarwionym brunatnie. Głowa ma lekko opadające ku dołowi nadustek i przód czoła, duże i półkoliste oczy oraz bardzo krótkie, krótsze niż u M. bicolor, ząbkowato wyciągnięte skronie. Powierzchnia głowy jest matowa, wskutek gęstego pokrycia punktami. Zagłębienia na bokach głowy nie występują. Przedplecze jest niemalże kwadratowe w zarysie, o szeroko zaokrąglonych kątach przednich i wyciągniętych w płatowate wyrostki kątach tylnych. Powierzchnia przedplecza jest grubo punktowana. Powierzchnia pokryw jest silnie punktowana, matowa i porośnięta owłosieniem. Kolor pokryw jest trochę jaśniejszy niż przedplecza.
Owad ten zasiedla rozkładającą się materię roślinną, występując m.in. w pryzmach kompostowych.
Chrząszcz pierwotnie palearktyczny, rozsiedlony od Europy i Afryki Północnej po Azję Mniejszą, Bliski Wschód i Kaukaz. Ponadto znany z krainy nearktycznej. W Europie stwierdzony został w Portugalii, Hiszpanii, Francji, Wielkiej Brytanii, Belgii, Holandii, Niemczech, Szwajcarii, Liechtensteinie, Austrii, Włoszech, Malcie, Danii, Szwecji, Finlandii, Polsce, Czechach, Słowacji, Węgrzech, Białorusi, Ukrainie, Rumunii, Mołdawii, Bułgarii, Chorwacji, Bośni i Hercegowinie, Serbii, Czarnogórze, Macedonii oraz Grecji.